# Línea 580 (Interurbanos Madrid)
La línea 580 de la red de autobuses interurbanos de Madrid une el Hospital Universitario Puerta de Hierro, situado en Majadahonda, con Brunete.

## Características
Esta línea une el Hospital Puerta de Hierro con Brunete en aproximadamente 20 minutos.
La línea mantiene los mismos horarios todo el año (exceptuando las vísperas de festivo y festivos de Navidad).
Está operada por Auto Periferia mediante la concesión administrativa VCM-602 - Madrid – Las Rozas – Villanueva de la Cañada – Quijorna (Viajeros Comunidad de Madrid) del Consorcio Regional de Transportes de Madrid.
1. ↑  «Auto Periferia - Líneas».

## Horarios
| Lunes a viernes laborables  |                             |
| Hosp. Pta. Hierro > Brunete | Brunete > Hosp. Pta. Hierro |
| 08:00                       | 07:15                       |
| 09:30                       | 08:45                       |
| 11:00                       | 10:15                       |
| 12:30                       | 11:45                       |
| 14:00                       | 13:15                       |
| 15:30                       | 14:45                       |
| 17:00                       | 16:15                       |
| 18:30                       | 17:45                       |
| 20:00                       | 19:15                       |

1. 1 2 3 4 5 6 7  Hasta/desde la Urbanización Valle de los Rosales.

## Recorrido y paradas

### Sentido Brunete
NOTA: Las expediciones que continúan hasta la urbanización Valle de los Rosales realizan las paradas en cursiva.
| Código | Parada                                 | Común con                              | Municipio               | Zona |
| ------ | -------------------------------------- | -------------------------------------- | ----------------------- | ---- |
| 17923  | J. Rodrigo - Hospital Puerta de Hierro | 567 620 626 633 650A 653 655 667 685 1 | Majadahonda             |      |
| 10483  | Ctra. M-513 - Urb. Raya del Palancar   | 575                                    | Villanueva de la Cañada |      |
| 08980  | Ctra. M-513 - Urb. Guadamonte          | 575                                    | Villanueva de la Cañada |      |
| 12154  | Ctra. M-513 - Granja Escuela           | 575                                    | Brunete                 |      |
| 15070  | Ctra. M-513 - La Chopera               | 575                                    | Brunete                 |      |
| 08935  | Pza. Altozano - Madrid                 | 530 575 581 627                        | Brunete                 |      |
| 08933  | Real de San Sebastián - Caridad        | 530 575 581 627                        | Brunete                 |      |
| 08931  | Real de San Sebastián - Amargura       | 530 575 581 627                        | Brunete                 |      |
| 20618  | Ronda de la Raya - Azor                |                                        | Brunete                 |      |
| 20616  | León Felipe - Emilia Pardo Bazán       |                                        | Brunete                 |      |
| 20617  | Antonio Machado - Camino Raya          |                                        | Brunete                 |      |

### Sentido Majadahonda (Hospital)
NOTA: Las expediciones que salen desde la urbanización Valle de los Rosales lo hacen desde la parada en cursiva.
| Código | Parada                                 | Común con                              | Municipio               | Zona |
| ------ | -------------------------------------- | -------------------------------------- | ----------------------- | ---- |
| 20617  | Antonio Machado - Camino Raya          |                                        | Brunete                 |      |
| 08930  | Real de San Sebastián - Amargura       | 530 581 627                            | Brunete                 |      |
| 08932  | Real de San Sebastián - Caridad        | 530 581 627                            | Brunete                 |      |
| 08934  | Pº de Ronda - David Alarza             | 530 581 627                            | Brunete                 |      |
| 12153  | Ctra. M-513 - La Chopera               | 575                                    | Brunete                 |      |
| 15069  | Ctra. M-513 - Granja Escuela           | 575                                    | Brunete                 |      |
| 08981  | Av. Río - Urb. Guadamonte              | 575                                    | Villanueva de la Cañada |      |
| 10485  | Ctra. M-513 - Urb. Raya del Palancar   | 575                                    | Villanueva de la Cañada |      |
| 17924  | J. Rodrigo - Hospital Puerta de Hierro | 567 626 650B 2                         | Majadahonda             |      |
| 17683  | Av. Oliva - Moreno Torroba             | 567 626 650B 653 655 2                 | Majadahonda             |      |
| 17725  | Av. Oliva - Ruperto Chapí              | 567 626 650B 653 655 2                 | Majadahonda             |      |
| 17683  | Ruperto Chapí - Av. Oliva              | 567 626 650A 653 655                   | Majadahonda             |      |
| 17923  | J. Rodrigo - Hospital Puerta de Hierro | 567 620 626 633 650A 653 655 667 685 1 | Majadahonda             |      |